# Рассеянный
«Рассеянный» (фр. Le distrait) — французская кинокомедия 1970 года, повествующая о похождениях рассеянного Пьера Малаке, сотрудника рекламного агентства «Жерико». Режиссёрский дебют Пьера Ришара. Фильм имел большой зрительский успех и положил начало успешной кинокарьере Ришара.

## Сюжет
Пьер Малаке (Пьер Ришар) — эксцентричный и невероятно рассеянный молодой человек с богатым воображением, живущий в мире грёз и постоянно попадающий в различные курьёзные ситуации. По рекомендации матери он нанят в крупное рекламное агентство «Жерико». Пьер, полный бредовых рекламных идей, вмешивается во все дела и пытается всё переделать на свой манер. Его рекламные ролики напоминают фильмы ужасов; тема насилия и смерти забавляет его, чёрный юмор присутствует во всех его работах. Он убеждён, что «шоковая» реклама — самая эффективная и современная. Его действия шокируют и раздражают сотрудников, но, к их изумлению, строгий босс, Гитон (Бернар Блие) спускает Пьеру с рук все его проделки, так как он влюблён в его мать.
В офисе компании Пьер знакомится и заводит дружбу с молодой и очаровательной сотрудницей, Лизой Гастье (Мари-Кристин Барро), которая оказывается дочерью одного из важных клиентов рекламного агентства. Пьеру поручено отнести в офис Гастье контракт для подписания. Однако Пьер, как обычно, всё путает и вместо офиса приезжает домой к Гастье, где в самом разгаре вечеринка. Своим странным поведением он сразу же привлекает внимание присутствующих. Младшая дочь Гастье Вероника решает проучить Пьера, но в результате сама оказывается в неловком положении. Гастье, так и не дождавшись Пьера в офисе, приезжает домой и, обнаружив там Пьера, устраивает скандал и буквально выбрасывает его из дома.

Мазелен (Робер Дальбан), Пьер Малаке (Пьер Ришар) и Корбэль (Ромэн Бутей)

Молодая жена Гитона, Кларисса, пытается соблазнить Пьера в оранжерее, но и это заканчивается очередным курьёзом — когда Пьер пытается её раздеть, её волосы попадают в застёжку-молнию и он, к ужасу Клариссы, коротко обрезает волосы секатором.
Сотрудники Пьера, недолюбливающие его, выделяют ему под кабинет помещение, забитое клетками с попугаями и практически без мебели в надежде насолить ему, но Пьер и здесь находит для себя занятия. Вскоре у него появляется первый клиент — чудаковатый, ещё более рассеянный, чем сам Пьер, производитель зубной пасты «Клерден» (Поль Пребуа). Во время прогулки с Лизой у Пьера рождается идея рекламной кампании для зубной пасты — рекламирование на улице. Сценарий таков: красивая блондинка идёт по улице и вдруг теряет сознание. Её окружает толпа людей. Вдруг появляется симпатичный юноша, который делает ей искусственное дыхание. Девушка тут же приходит в себя и восхищённо спрашивает «Клерден?», на что юноша отвечает утвердительно, и затем произносится рекламный слоган. Кампания заканчивается дракой среди желающих сделать девушке искусственное дыхание и скандалом в прессе. Следующим проектом Пьера стала реклама мешков для хранения целлофановых пакетов «Плистакс», включающая разбивание яиц о головы на улице, также закончившаяся массовыми беспорядками и скандалом.
Гитон по-прежнему терпит выходки Пьера, в минуты гнева вспоминая романтические свидания с его матерью. Однако и его терпению скоро приходит конец. Пьер снимает очередной шокирующий рекламный ролик, с вампиризмом. Лиза, понимая, что это может перейти все границы, убеждает его отказаться от трансляции ролика, но плёнка с записью случайно попадает на телевидение и вызывает бурю протеста. Разгневанные телезрители устраивают пикет возле здания рекламной компании.

На экстренной встрече начальства с клиентами Гитон принимает решение уволить Пьера Малаке, что приводит Лизу в отчаяние. Она бросается на поиски Пьера и приезжает к нему в квартиру, но не находит его там. Тем временем Пьер, атакованный разъярёнными демонстрантами по дороге в агентство, видит большой рекламный плакат с изображением красивой девушки в ванной, представляет Лизу на её месте и неожиданно осознаёт, что влюблён в Лизу. Это приводит его в восторг, и он начинает искать Лизу повсюду, при этом как обычно попадая в комичные ситуации. В итоге он находит её у себя дома принимающей ванну и эмоционально признаётся ей в любви.
Мать Пьера убеждает Гитона дать ему ещё один шанс, и тот решает отправить его вместе с Лизой работать в филиале агентства в США. Перед самым взлётом, находясь на борту самолёта, Пьер вдруг идёт искать туалет и в результате покидает самолёт, который затем улетает без него. Рассеянный Пьер бросается догонять самолёт. Голос за кадром цитирует «Характеры» Жана де Лабрюйера.

## В ролях
- Пьер Ришар — Пьер Малаке
- Бернар Блие — Гитон, директор фирмы «Жерико»
- Мари-Кристин Барро — Лиза Гастье
- Мария Паком — Глиция Малаке, мать Пьера
- Робер Дальбан — Мазелен, производитель роликов
- Ромэн Бутей — Корбель
- Катрин Сами — Кларисса Гитон
- Франсуа Местр — Гастье
- Мишлин Луччьони — жена Гастье
- Поль Пребуа — представитель производства зубной пасты «Клерден»
- Патрик Брикар — Дидье
- Фанни Гейар — Франс
- Анн-Мари Бло — Вероника Гастье
- Даниэль Минаццоли[фр.] — девушка на улице, обернувшаяся на свист (в титрах не указана)

## Интересные факты
- «Рассеянный» — первый фильм, в котором Ришар выступил не только как актёр, но и как режиссёр.
- Продюсер фильма Ив Робер появляется в фильме в небольшой роли соседа Пьера Малаке.
- Прообразом персонажа, сыгранного Ришаром, является Менальк, один из героев произведения «Характеры» французского писателя-моралиста Жана де Лабрюйера.